# Serie A1 2012-2013 (hockey su pista)
La Serie A1 2012-2013 è stata la 90ª edizione (la 64ª a girone unico) del torneo di primo livello del campionato italiano di hockey su pista. Esso è stato organizzato dalla Lega Nazionale Hockey su mandato della Federazione Italiana Hockey e Pattinaggio. La competizione è iniziata il 6 novembre 2012 e si è conclusa l'11 giugno 2013.
Il torneo fu vinto dal Marzotto Valdagno per la 3ª volta nella sua storia.

## Stagione

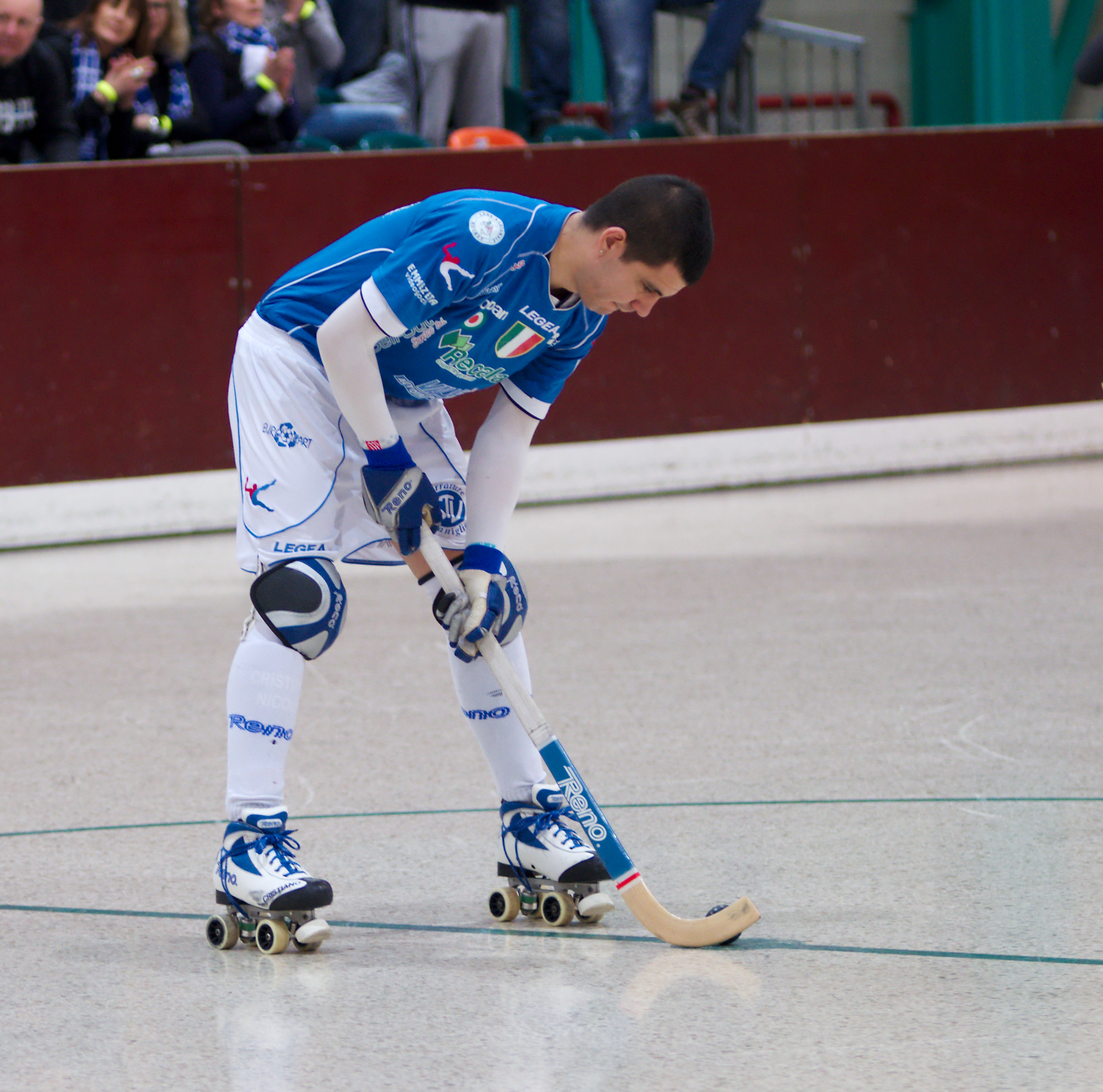
Carlos Nicolía, giocatore del Marzotto Valdagno campione d'Italia.

### Novità
Nel 2012-2013 la serie A1 vide ai nastri di partenza quattordici club. Al torneo parteciparono: AFP Giovinazzo, Amatori Lodi, Bassano, Breganze, CGC Viareggio, Follonica, Forte dei Marmi, Marzotto Valdagno, Matera, Prato 1954, Sarzana, Trissino; al posto delle retrocesse GSH Molfetta e Seregno parteciparono le due neoprommosse Thiene e ASD Novara. Da segnalare che a partire da questa stagione vennero aboliti i play-out.

### Formula
Per la stagione 2012-2013 il campionato si svolse tra 14 squadre che si affrontarono in un girone unico, con partite di andata e ritorno. Al termine della stagione regolare le squadre classificate dal 1º posto all'8º posto disputarono i play-off scudetto mentre le squadre classificate dal 13º e 14º posto retrocedettero direttamente in serie A2.

### Avvenimenti
La stagione regolare del torneo iniziò il 2 novembre 2012 e terminò il 30 aprile 2013. Da segnalare l'importante ritorno in massima serie di una squadra novarese con l'ASD Novara, che disputò la stagione precedente con il nome di Roller Effenbert Hockey Novara grazie al noleggio del marchio della storica società piemontese. Durante la prima fase del torneo furono comunque i campioni d'italia del Marzotto Valdagno ad arrivare primi in classifica con 70 punti frutto di ventitre vittorie, un pareggio e due sole sconfitte rimediate entrambe contro i rivali delle ultime stagioni e cioè il CGC Viareggio che chiuse la stagione regolare al secondo posto a sei lunghezze dei veneti. Centrarono la qualificazione ai play-off scudetto anche l'Amatori Lodi, il Bassano, il Forte dei Marmi, l'ASD Novara, il Breganze e il Prato 1954; a sorpresa rimase esclusa dalla post-season il Follonica. Retrocedettero direttamente in Serie A2 il Matera e il Thiene.
Ai quarti di finale dei play-off scudetto il Marzotto Valdagno ebbe la meglio in due gare sul Prato 1954 così come il CGC Viareggio eliminò il Breganze sempre in due gare. L'Amatori Lodi invece riuscì ad estromettere l'ASD Novara solamente in gara 3; infatti dopo aver perso la prima partita al Palasport Dal Lago riuscì a ribaltare la serie a Lodi vincendo gara 2 e appunto gara 3; il Bassano fu estromesso ancora una volta al primo turno dei play-off; il Forte dei Marmi infatti vinse la serie 2 a 1 trionfando in gara 3 a Bassano del Grappa vincendo 7 a 4.
Le semifinali videro la vittoria facile del Marzotto Valdagno sul Forte dei Marmi; i valdagnesi vinsero a Forte dei Marmi per 9 a 4 bissando poi il successo a Valdagno per 11 a 4. L'altra semifinale fu disputata dal CGC Viareggio contro l'Amatori Lodi e vide i viareggini vincere agevolmente la serie per 2 a 0.
Per il terzo anno consecutivo l'atto finale del campionato vide rivali il Marzotto Valdagno e il CGC Viareggio. La prima gara fu giocato al PalaBarsacchi e vide i veneti vincere per 3 a 2 in trasferta. La seconda gara si giocò al PalaLido di Valdagno e vide arrivare la seconda vittoria per il Marzotto grazie alle reti di Carlos Nicolía e di Pedro Gil Gómez. La gara 3, giocata ancora a Valdagno, fu un autentico trionfo per il Marzotto che vinse per 9 a 4 laureandosi per la terza volta nella storia, la seconda consecutiva, campione d'Italia.

## Squadre partecipanti
| Club              | Stagione | Città                   | Impianto              | Stagione precedente                                                 |
| ----------------- | -------- | ----------------------- | --------------------- | ------------------------------------------------------------------- |
| AFP Giovinazzo    | dettagli | Giovinazzo (BA)         | PalaPansini           | 3º in Serie A1, eliminato ai quarti di finale dei play-off scudetto |
| Amatori Lodi      | dettagli | Lodi                    | PalaCastellotti       | 1º in Serie A1, eliminato in semifinale dei play-off scudetto       |
| Bassano           | dettagli | Bassano del Grappa (VI) | PalaSind              | 5º in Serie A1, eliminato ai quarti di finale dei play-off scudetto |
| Breganze          | dettagli | Breganze (VI)           | PalaFerrarin          | 7º in Serie A1, eliminato ai quarti di finale dei play-off scudetto |
| CGC Viareggio     | dettagli | Viareggio (LU)          | PalaBarsacchi         | 2º in Serie A1, finalista dei play-off scudetto                     |
| Follonica         | dettagli | Follonica (GR)          | Pista Armeni          | 8º in Serie A1, eliminato ai quarti di finale dei play-off scudetto |
| Forte dei Marmi   | dettagli | Forte dei Marmi (LU)    | PalaForte             | 6º in Serie A1, eliminato in semifinale dei play-off scudetto       |
| ASD Novara        | dettagli | Novara                  | Palasport Dal Lago    | 2° in Serie A2, finalista dei play-off promozione, promosso         |
| Marzotto Valdagno | dettagli | Valdagno (VI)           | PalaLido              | 4º in Serie A1, vince i play-off scudetto, campione d'Italia        |
| Matera            | dettagli | Matera                  | Sportintenda          | 12º in Serie A1, vince i play-out                                   |
| Prato 1954        | dettagli | Prato                   | PalaConsiag           | 10º in Serie A1                                                     |
| Sarzana           | dettagli | Sarzana (SP)            | Pista Vecchio Mercato | 11º in Serie A1, vince i play-out                                   |
| Thiene            | dettagli | Thiene (VI)             | PalaCeccato           | 1° in Serie A2, vince i play-off promozione, promosso               |
| Trissino          | dettagli | Trissino (VI)           | Palasport di Trissino | 9º in Serie A1                                                      |

### Allenatori e primatisti
| Squadra           | Allenatore          | Cannoniere (Miglior marcatore nella stagione regolare) |
| ----------------- | ------------------- | ------------------------------------------------------ |
| AFP Giovinazzo    | Antonio Caricato    | Nicolas Alexander Fernandez (27 reti)                  |
| Amatori Lodi      | Pierluigi Bresciani | Massimo Tataranni (51 reti)                            |
| Bassano           | Massimo Giudice     | Federico Ambrosio (34 reti)                            |
| Breganze          | Gaetano Marozin     | Manuel Garcia Landa (39 reti)                          |
| CGC Viareggio     | Massimo Mariotti    | Emanuel Garcia Solar (48 reti)                         |
| Follonica         | Franco Polverini    | Marco Pagnini (30 reti)                                |
| Forte dei Marmi   | Roberto Crudeli     | Alvaro Borja Gimenez (38 reti)                         |
| ASD Novara        | Erasmo Marcon       | Gonzalo Romero (35 reti)                               |
| Marzotto Valdagno | Franco Vanzo        | Pedro Gil Gómez (60 reti)                              |
| Matera            | Valerio Antezza     | Valerio Antezza (25 reti)                              |
| Prato 1954        | Enrico Bernardini   | Pablo Saavedra (31 reti)                               |
| Sarzana           | Alessandro Cupisti  | Gonzalo Ariel Gomez Rambaut (26 reti)                  |
| Thiene            | Giorgio Casarotto   | Giorgio Casarotto (24 reti)                            |
| Trissino          | Luca Chiarello      | Emiliano Romero (31 reti)                              |

## Stagione regolare

### Risultati
| Andata (1ª) | Andata (1ª) | Prima giornata           | Ritorno (14ª) | Ritorno (14ª) |
|             |             |                          |               |               |
| 2 nov.      | 6-3         | Sarzana-Prato            | 3-5           | 5 feb.        |
| 3 nov.      | 10-4        | CGC Viareggio-Trissino   | 5-4           | 9 feb.        |
| 3 nov.      | 6-3         | Marzotto Valdagno-Matera | 8-0           | 9 feb.        |
| 3 nov.      | 3-4         | ASD Novara-Bassano       | 2-7           | 9 feb.        |
| 6 nov.      | 4-1         | Amatori Lodi-Breganze    | 4-4           | 12 feb.       |
| 6 nov.      | 2-5         | Thiene-Forte dei Marmi   | 1-6           | 9 feb.        |
| 2 feb.      | 4-3         | Follonica-AFP Giovinazzo | 3-1           | 9 feb.        |

| Andata (2ª) | Andata (2ª) | Seconda giornata           | Ritorno (15ª) | Ritorno (15ª) |  |
|             |             |                            |               |               |  |
| 13 nov.     | 4-8         | Breganze-CGC Viareggio     | 1-5           | 20 feb.       |  |
| 13 nov.     | 1-7         | Prato-Marzotto Valdagno    | 7-14          | 20 feb.       |  |
| 13 nov.     | 2-4         | Trissino-Amatori Lodi      | 0-4           | 20 feb.       |  |
| 13 nov.     | 4-2         | Matera-Sarzana             | 3-5           | 16 feb.       |  |
| 13 nov.     | 4-1         | AFP Giovinazzo-Thiene      | 2-5           | 16 feb.       |  |
| 13 nov.     | 6-2         | Forte dei Marmi-ASD Novara | 1-2           | 20 feb.       |  |
| 13 nov.     | 6-1         | Bassano-Follonica          | 4-3           | 20 feb.       |  |

| Andata (3ª) | Andata (3ª) | Terza giornata             | Ritorno (16ª) | Ritorno (16ª) |
|             |             |                            |               |               |
| 17 nov.     | 6-4         | Amatori Lodi-Prato         | 2-2           | 23 feb.       |
| 17 nov.     | 7-6         | Sarzana-Breganze           | 4-4           | 23 feb.       |
| 17 nov.     | 9-1         | CGC Viareggio-Matera       | 4-1           | 23 feb.       |
| 17 nov.     | 13-4        | Marzotto Valdagno-Trissino | 7-4           | 23 feb.       |
| 17 nov.     | 3-6         | AFP Giovinazzo-Bassano     | 1-3           | 23 feb.       |
| 17 nov.     | 1-2         | Thiene-ASD Novara          | 1-2           | 23 feb.       |
| 20 nov.     | 3-4         | Follonica-Forte dei Marmi  | 2-3           | 26 feb.       |

| Andata (4ª) | Andata (4ª) | Quarta giornata                   | Ritorno (17ª) | Ritorno (17ª) |
|             |             |                                   |               |               |
| 27 nov.     | 3-5         | Prato-CGC Viareggio               | 4-5           | 2 mar.        |
| 27 nov.     | 6-5         | Trissino-AFP Giovinazzo           | 1-4           | 2 mar.        |
| 27 nov.     | 4-2         | Matera-Follonica                  | 4-6           | 2 mar.        |
| 27 nov.     | 6-7         | Forte dei Marmi-Marzotto Valdagno | 5-18          | 2 mar.        |
| 27 nov.     | 5-3         | ASD Novara-Amatori Lodi           | 2-4           | 5 mar.        |
| 27 nov.     | 6-1         | Bassano-Sarzana                   | 7-3           | 2 mar.        |
| 4 dic.      | 8-2         | Breganze-Thiene                   | 5-1           | 2 mar.        |

| Andata (5ª) | Andata (5ª) | Quinta giornata             | Ritorno (18ª) | Ritorno (18ª) |
|             |             |                             |               |               |
| 1 dic.      | 8-3         | Breganze-Matera             | 7-4           | 16 mar.       |
| 1 dic.      | 5-6         | Sarzana-Forte dei Marmi     | 1-6           | 7 mar.        |
| 1 dic.      | 6-4         | CGC Viareggio-ASD Novara    | 9-4           | 19 mar.       |
| 1 dic.      | 5-4         | Marzotto Valdagno-Bassano   | 4-4           | 19 mar.       |
| 1 dic.      | 5-5         | Follonica-Prato             | 4-7           | 12 mar.       |
| 1 dic.      | 3-4         | AFP Giovinazzo-Amatori Lodi | 7-10          | 19 mar.       |
| 1 dic.      | 4-6         | Thiene-Trissino             | 3-8           | 16 mar.       |

| Andata (6ª) | Andata (6ª) | Sesta giornata                 | Ritorno (19ª) | Ritorno (19ª) |
|             |             |                                |               |               |
| 8 dic.      | 4-3         | Amatori Lodi-CGC Viareggio     | 3-3           | 26 mar.       |
| 8 dic.      | 8-10        | Sarzana-Marzotto Valdagno      | 4-5           | 23 mar.       |
| 8 dic.      | 6-1         | Prato-Matera                   | 5-4           | 23 mar.       |
| 8 dic.      | 1-3         | Trissino-Breganze              | 5-4           | 23 mar.       |
| 8 dic.      | 3-2         | Forte dei Marmi-AFP Giovinazzo | 3-3           | 23 mar.       |
| 8 dic.      | 6-5         | ASD Novara-Follonica           | 4-6           | 23 mar.       |
| 8 dic.      | 6-0         | Bassano-Thiene                 | 9-2           | 23 mar.       |

| Andata (7ª) | Andata (7ª) | Settima giornata               | Ritorno (20ª) | Ritorno (20ª) |
|             |             |                                |               |               |
| 15 dic.     | 3-5         | Trissino-ASD Novara            | 6-5           | 30 mar.       |
| 15 dic.     | 3-3         | Thiene-Prato                   | 4-5           | 30 mar.       |
| 18 dic.     | 9-3         | Breganze-Follonica             | 2-3           | 30 mar.       |
| 18 dic.     | 3-2         | CGC Viareggio-Forte dei Marmi  | 6-6           | 30 mar.       |
| 18 dic.     | 4-8         | Amatori Lodi-Marzotto Valdagno | 3-5           | 30 mar.       |
| 18 dic.     | 3-1         | AFP Giovinazzo-Sarzana         | 5-4           | 30 mar.       |
| 2 feb.      | 2-2         | Matera-Bassano                 | 4-7           | 30 mar.       |

| Andata (8ª) | Andata (8ª) | Ottava giornata            | Ritorno (21ª) | Ritorno (21ª) |
|             |             |                            |               |               |
| 22 dic.     | 6-4         | Sarzana-Thiene             | 5-1           | 6 apr.        |
| 22 dic.     | 4-3         | Prato-AFP Giovinazzo       | 5-6           | 6 apr.        |
| 22 dic.     | 6-1         | Marzotto Valdagno-Breganze | 6-3           | 6 apr.        |
| 22 dic.     | 4-4         | Forte dei Marmi-Trissino   | 6-3           | 6 apr.        |
| 22 dic.     | 1-3         | Follonica-Amatori Lodi     | 3-6           | 6 apr.        |
| 22 dic.     | 7-5         | ASD Novara-Matera          | 6-4           | 6 apr.        |
| 22 dic.     | 5-6         | Bassano-CGC Viareggio      | 4-4           | 6 apr.        |

| Andata (9ª) | Andata (9ª) | Nona giornata                | Ritorno (22ª) | Ritorno (22ª) |
|             |             |                              |               |               |
| 29 dic.     | 4-0         | Amatori Lodi-Forte dei Marmi | 5-2           | 13 apr.       |
| 29 dic.     | 6-7         | Breganze-Bassano             | 2-3           | 13 apr.       |
| 29 dic.     | 3-3         | Prato-ASD Novara             | 1-6           | 9 apr.        |
| 29 dic.     | 7-4         | CGC Viareggio-Follonica      | 6-9           | 13 apr.       |
| 29 dic.     | 5-5         | Trissino-Sarzana             | 4-9           | 13 apr.       |
| 29 dic.     | 8-6         | Matera-AFP Giovinazzo        | 2-3           | 13 apr.       |
| 29 dic.     | 2-6         | Thiene-Marzotto Valdagno     | 4-7           | 13 apr.       |

| Andata (10ª) | Andata (10ª) | Decima giornata                  | Ritorno (23ª) | Ritorno (23ª) |
|              |              |                                  |               |               |
| 5 gen.       | 6-3          | Trissino-Follonica               | 1-3           | 20 apr.       |
| 5 gen.       | 0-4          | AFP Giovinazzo-Marzotto Valdagno | 1-7           | 16 apr.       |
| 5 gen.       | 0-7          | Thiene-Amatori Lodi              | 4-10          | 20 apr.       |
| 5 gen.       | 11-3         | Forte dei Marmi-Matera           | 2-6           | 20 apr.       |
| 5 gen.       | 3-4          | ASD Novara-Breganze              | 4-3           | 20 apr.       |
| 5 gen.       | 7-1          | Bassano-Prato                    | 4-2           | 20 apr.       |
| 8 gen.       | 3-10         | Sarzana-CGC Viareggio            | 4-6           | 20 apr.       |

| Andata (11ª) | Andata (11ª) | Undicesima giornata             | Ritorno (24ª) | Ritorno (24ª) |
|              |              |                                 |               |               |
| 12 gen.      | 7-1          | Amatori Lodi-Sarzana            | 2-1           | 24 apr.       |
| 12 gen.      | 4-2          | Breganze-Prato                  | 5-8           | 24 apr.       |
| 12 gen.      | 5-6          | Marzotto Valdagno-CGC Viareggio | 5-6           | 24 apr.       |
| 12 gen.      | 6-1          | Follonica-Thiene                | 3-2           | 24 apr.       |
| 12 gen.      | 5-6          | Forte dei Marmi-Bassano         | 3-4           | 24 apr.       |
| 12 gen.      | 8-4          | ASD Novara-AFP Giovinazzo       | 3-3           | 24 apr.       |
| 15 gen.      | 2-2          | Matera-Trissino                 | 2-3           | 25 apr.       |

| Andata (12ª) | Andata (12ª) | Dodicesima giornata          | Ritorno (25ª) | Ritorno (25ª) |
|              |              |                              |               |               |
| 19 gen.      | 5-5          | Sarzana-ASD Novara           | 3-3           | 27 apr.       |
| 19 gen.      | 7-4          | Prato-Trissino               | 3-2           | 27 apr.       |
| 19 gen.      | 5-2          | Matera-Thiene                | 5-4           | 27 apr.       |
| 22 gen.      | 8-1          | CGC Viareggio-AFP Giovinazzo | 6-6           | 27 apr.       |
| 22 gen.      | 9-5          | Marzotto Valdagno-Follonica  | 6-2           | 27 apr.       |
| 22 gen.      | 3-5          | Breganze-Forte dei Marmi     | 3-4           | 27 apr.       |
| 22 gen.      | 3-3          | Bassano-Amatori Lodi         | 1-4           | 27 apr.       |

| \| Andata (13ª) \| Andata (13ª) \| Tredicesima giornata \| Ritorno (26ª) \| Ritorno (26ª) \| \| \| \| \| \| \| \| 26 gen. \| 4-2 \| Amatori Lodi-Matera \| 5-6 \| 30 apr. \| \| 26 gen. \| 3-8 \| Trissino-Bassano \| 5-3 \| 30 apr. \| \| 26 gen. \| 3-4 \| Follonica-Sarzana \| 5-2 \| 30 apr. \| \| 26 gen. \| 1-2 \| AFP Giovinazzo-Breganze \| 7-1 \| 30 apr. \| \| 26 gen. \| 4-5 \| Thiene-CGC Viareggio \| 2-11 \| 30 apr. \| \| 26 gen. \| 5-3 \| Forte dei Marmi-Prato \| 4-2 \| 30 apr. \| \| 29 gen. \| 2-7 \| ASD Novara-Marzotto Valdagno \| 2-6 \| 30 apr. \| |              |                              |               |               |
| Andata (13ª) | Andata (13ª) | Tredicesima giornata         | Ritorno (26ª) | Ritorno (26ª) |
| |              |                              |               |               |
| 26 gen. | 4-2          | Amatori Lodi-Matera          | 5-6           | 30 apr.       |
| 26 gen. | 3-8          | Trissino-Bassano             | 5-3           | 30 apr.       |
| 26 gen. | 3-4          | Follonica-Sarzana            | 5-2           | 30 apr.       |
| 26 gen. | 1-2          | AFP Giovinazzo-Breganze      | 7-1           | 30 apr.       |
| 26 gen. | 4-5          | Thiene-CGC Viareggio         | 2-11          | 30 apr.       |
| 26 gen. | 5-3          | Forte dei Marmi-Prato        | 4-2           | 30 apr.       |
| 29 gen. | 2-7          | ASD Novara-Marzotto Valdagno | 2-6           | 30 apr.       |

### Classifica finale
|  | Pos. | Squadra           | Pt | G  | V  | N | P  | GF  | GS  | DR   |
|  | ---- | ----------------- | -- | -- | -- | - | -- | --- | --- | ---- |
|  | 1.   | Marzotto Valdagno | 70 | 26 | 23 | 1 | 2  | 191 | 91  | +100 |
|  | 2.   | CGC Viareggio     | 64 | 26 | 20 | 4 | 2  | 163 | 98  | +65  |
|  | 3.   | Amatori Lodi      | 58 | 26 | 18 | 4 | 4  | 119 | 73  | +46  |
|  | 4.   | Bassano           | 55 | 26 | 17 | 4 | 5  | 129 | 79  | +50  |
|  | 5.   | Forte dei Marmi   | 48 | 26 | 15 | 3 | 8  | 115 | 103 | +12  |
|  | 6.   | ASD Novara        | 37 | 26 | 11 | 4 | 11 | 101 | 110 | -9   |
|  | 7.   | Breganze          | 35 | 26 | 11 | 2 | 13 | 110 | 103 | +7   |
|  | 8.   | Prato 1954        | 31 | 26 | 9  | 4 | 13 | 101 | 122 | -21  |
|  | 9.   | Follonica         | 31 | 26 | 10 | 1 | 15 | 98  | 116 | -18  |
|  | 10.  | Sarzana           | 25 | 26 | 7  | 4 | 15 | 102 | 128 | -26  |
|  | 11.  | Trissino          | 24 | 26 | 7  | 3 | 16 | 95  | 132 | -37  |
|  | 12.  | AFP Giovinazzo    | 24 | 26 | 7  | 3 | 16 | 84  | 115 | -31  |
|  | 13.  | Matera            | 23 | 26 | 7  | 2 | 17 | 88  | 132 | -44  |
|  | 14.  | Thiene            | 1  | 26 | 0  | 1 | 25 | 57  | 151 | -94  |

Legenda:
  Partecipa ai play-off scudetto.
  Vincitore della Coppa Italia 2012-2013.
  Vincitore della Supercoppa italiana 2012.
      Campione d'Italia e ammessa alla CERH European League 2013-2014.
      Ammesse alla CERH European League 2013-2014.
      Ammesse alla Coppa CERS 2013-2014.
      Retrocesse in Serie A2 2013-2014.
Note:
Tre punti a vittoria, uno a pareggio, zero a sconfitta.
Il Follonica partecipa alla Coppa CERS 2013-2014 in virtù della rinuncia dell'ASD Novara.

## Play-off scudetto

### Tabellone
|  | Quarti di finale | Quarti di finale  | Quarti di finale | Quarti di finale | Quarti di finale |               |                   | Semifinali   | Semifinali | Semifinali | Semifinali | Semifinali |  |  | Finale | Finale            | Finale | Finale | Finale | Finale | Finale |
|  |                  |                   |                  |                  |                  |               |                   |              |            |            |            |            |  |  |        |                   |        |        |        |        |        |
|  | 1                | Marzotto Valdagno | 4                | 8                |                  |               |                   |              |            |            |            |            |  |  |        |                   |        |        |        |        |        |
|  | 8                | Prato 1954        | 1                | 0                |                  |               |                   |              |            |            |            |            |  |  |        |                   |        |        |        |        |        |
|  | 8                | Prato 1954        | 1                | 0                |                  | 1             | Marzotto Valdagno | 9            | 11         |            |            |            |  |  |        |                   |        |        |        |        |        |
|  |                  |                   |                  |                  |                  | 1             | Marzotto Valdagno | 9            | 11         |            |            |            |  |  |        |                   |        |        |        |        |        |
|  |                  | 5                 | Forte dei Marmi  | 4                | 4                |               |                   |              |            |            |            |            |  |  |        |                   |        |        |        |        |        |
|  | 4                | 5                 | Forte dei Marmi  | 4                | 4                | Bassano       | 40                | 8            | 4          |            |            |            |  |  |        |                   |        |        |        |        |        |
|  | 4                |                   |                  |                  |                  | Bassano       | 40                | 8            | 4          |            |            |            |  |  |        |                   |        |        |        |        |        |
|  | 5                | Forte dei Marmi   | 42               | 3                | 7                |               |                   |              |            |            |            |            |  |  |        |                   |        |        |        |        |        |
|  |                  |                   |                  |                  |                  |               |                   |              |            |            |            |            |  |  | 1      | Marzotto Valdagno | 3      | 6      | 9      |        |        |
|  |                  |                   | 2                | CGC Viareggio    | 2                | 3             | 4                 |              |            |            |            |            |  |  |        |                   |        |        |        |        |        |
|  | 3                | Amatori Lodi      | 3                | 6                | 5                |               |                   |              |            |            |            |            |  |  |        |                   |        |        |        |        |        |
|  | 6                | ASD Novara        | 4                | 2                | 3                |               |                   |              |            |            |            |            |  |  |        |                   |        |        |        |        |        |
|  | 6                | ASD Novara        | 4                | 2                | 3                |               | 3                 | Amatori Lodi | 2          | 4          |            |            |  |  |        |                   |        |        |        |        |        |
|  |                  |                   |                  |                  |                  |               | 3                 | Amatori Lodi | 2          | 4          |            |            |  |  |        |                   |        |        |        |        |        |
|  |                  | 2                 | CGC Viareggio    | 3                | 6                |               |                   |              |            |            |            |            |  |  |        |                   |        |        |        |        |        |
|  | 2                | 2                 | CGC Viareggio    | 3                | 6                | CGC Viareggio | 6                 | 6            |            |            |            |            |  |  |        |                   |        |        |        |        |        |
|  | 2                |                   |                  |                  |                  | CGC Viareggio | 6                 | 6            |            |            |            |            |  |  |        |                   |        |        |        |        |        |
|  | 7                | Breganze          | 2                | 3                |                  |               |                   |              |            |            |            |            |  |  |        |                   |        |        |        |        |        |

### Quarti di finale
(1) Marzotto Valdagno vs. (8) Prato 1954
| Arbitri: | Bonuccelli (Lucca) Fermi (Piacenza) |

|                 |            |                                               |
| Saavedra 23'43" | Marcatori  | 24'41" Rigo 41'19" 43'46" Silva 47'45" Randon |
| E. Bernardini   | Allenatori | F. Vanzo                                      |

| Arbitri: | Ferraro (Vicenza) Galoppi (Grosseto) |

|                                                                                 |            |               |
| Gil Gomez 15'02" 31'34" 33'25" 37'00" M. Cocco 15'54" 20'36" 38'26" Rigo 27'59" | Marcatori  |               |
| F. Vanzo                                                                        | Allenatori | E. Bernardini |

(4) Bassano vs. (5) Forte dei Marmi
| Arbitri: | Da Prato (Lucca) Tartarelli (Bari) |

|                                                         |                      |                                                   |
| Cancela 19'55" 49'59" E. Mariotti 25'25" Gimenez 30'11" | Marcatori            | 6'22" 11'5" Nicolas 40'01" De Oro 49'58" Montigel |
| Gimenez Verona                                          | Tiri di rigore 2 – 0 |                                                   |
| R. Crudeli                                              | Allenatori           | M. Giudice                                        |

| Arbitri: | Eccelsi (Novara) Fronte (Novara) |

|                                                                                                 |            |                                           |
| Nicolas 12'03" 22'45" De Oro 22'02" 37'33" 49'59" Taylor 23'31" Ambrosio 31'35" Montigel 37'12" | Marcatori  | 2'18" Babick 19'31" Gimenez 48'14" Verona |
| M. Giudice                                                                                      | Allenatori | R. Crudeli                                |

| Arbitri: | Da Prato (Lucca) Di Domenico (Modena) |

|                                            |            |                                                                                     |
| De Oro 23'54" 47'22" Nicolas 28'33" 49'12" | Marcatori  | 6'00" 33'45" Gimenez 22'27" 47'03" Crudeli 29'18" E. Mariotti 37'43" 43'41" Cancela |
| M. Giudice                                 | Allenatori | R. Crudeli                                                                          |

(3) Amatori Lodi vs. (6) ASD Novara
| Arbitro: | Ferrari (Lucca) |

|                                                      |            |                                     |
| Romero 6'03" Rodriguez 21'54" Gonzalez 27'01" 36'01" | Marcatori  | 5'49" Festa 43'28" 47'47" Tataranni |
| E. Marcon                                            | Allenatori | P. Bresciani                        |

| Arbitri: | Da Prato (Lucca) Molli (Lucca) |

|                                                                  |            |                           |
| Platero 5'15" Festa 15'19" 21'19" 31'37" Tataranni 17'02" 46'05" | Marcatori  | 5'05" Brusa 14'57" Romero |
| P. Bresciani                                                     | Allenatori | E. Marcon                 |

| Arbitri: | Carmazzi (Lucca) Tartarelli (Bari) |

|                                                                     |            |                                      |
| Platero 6'25" 11'44" Motaran 22'03" Tataranni 32'24" Illuzzi 49'37" | Marcatori  | 20'25" 43'27" Gonzalez 25'01" Romero |
| P. Bresciani                                                        | Allenatori | E. Marcon                            |

(2) CGC Viareggio vs. (7) Breganze
| Arbitri: | Di Domenico (Modena) Eccelsi (Novara) |

|                                        |            |                                                                              |
| Ghirardello 10'23" Garcia Landa 21'33" | Marcatori  | 11'17" 15'06" Orlandi 35'43" 36'45" 45'45" M. Bertolucci 49'52" Garcia Solar |
| G. Marozin                             | Allenatori | M. Mariotti                                                                  |

| Arbitri: | Barbarisi (Salerno) Strippoli (Bari) |

|                                                                                         |            |                                                   |
| Garcia Solar 12'09" 50'00" Orlandi 16'12" D. Motaran 25'03" M. Bertolucci 47'03" 47'47" | Marcatori  | 9'23" Travasino 13'09" Panizza 47'36" Ghirardello |
| M. Mariotti                                                                             | Allenatori | G. Marozin                                        |

### Semifinali
(1) Marzotto Valdagno vs. (5) Forte dei Marmi
| Arbitri: | Eccelsi (Novara) Tartarelli (Bari) |

|                                                 |            | |
| Gimenez 5'14" Babick 30'45" Rossi 43'31" 48'45" | Marcatori  | 10'13 14'55" 33'54" Gil Gomez 12'12" 26'05" 36'34" Nicoletti 13'31 Silva 34'52" Rigo 41'51 M. Cocco |
| R. Crudeli                                      | Allenatori | F. Vanzo                                                                                            |

| Arbitri: | Bonuccelli (Lucca) Fronte (Novara) |

| |            |                                                        |
| Gil Gomez 2'12" 11'01" 21'00 27'12" 35'57" Nicoletti 10'00" M. Cocco 11'33" 42'36" Silva 19'21" Rigo 38'18" Piroli 46'13" | Marcatori  | 9'31" Crudeli 16'38" E. Mariotti 20'31" 24'58" Gimenez |
| F. Vanzo | Allenatori | R. Crudeli                                             |

(2) CGC Viareggio vs. (3) Amatori Lodi
| Arbitri: | Galoppi (Grosseto) Giovine (Salerno) |

|                               |            |                                    |
| Tataranni 34'23" Festa 33'13" | Marcatori  | 17'51 Garcia 30'28" 34'03" Motaran |
| P. Bresciani                  | Allenatori | M. Mariotti                        |

| Arbitri: | Barbarisi (Salerno) Eccelsi (Novara) |

|                                                                       |            |                                                    |
| Orlandi 6'24" Garcia 21'56" 23'05" 29'04" A. Bertolucci 45'28" 48'51" | Marcatori  | 5'00" Platero 31'55" Tataranni 37'35" 44'32" Festa |
| M. Mariotti                                                           | Allenatori | P. Bresciani                                       |

### Finale
(1) Marzotto Valdagno vs. (2) CGC Viareggio
| Arbitri: | Galoppi (Grosseto) Tartarelli (Bari) |

|                       |            |                                          |
| Orlandi 21'23" 38'16" | Marcatori  | 17'11" 37'49" Nicoletti 29'30" Gil Gomez |
| M. Mariotti           | Allenatori | F. Vanzo                                 |

| Arbitri: | Eccelsi (Novara) Fronte (Novara) |

|                                                                     |            |                                                        |
| Nicolia 4'07" 6'15" Gil Gomez 22'42" Nicoletti 29'23" 31'30" 33'04" | Marcatori  | 4'28" Motaran 44'13" Garcia Solar 46'38" A. Bertolucci |
| F. Vanzo                                                            | Allenatori | M. Mariotti                                            |

| Arbitri: | Galoppi (Grosseto) Tartarelli (Bari) |

| |            |                                                  |
| Nicolia 1'29" 34'30" 38'49" Rigo 2'31" Silva 12'14" 39'54" M. Cocco 24'59" Nicoletti 33'00" Randon 43'36" | Marcatori  | 19'09" 20'07" 47'12" Orlandi 31'04" Garcia Solar |
| F. Vanzo                                                                                                  | Allenatori | M. Mariotti                                      |

## Verdetti
| Verdetto                       | Club                                                  |
| ------------------------------ | ----------------------------------------------------- |
| Campione d'Italia 2012-2013    | Marzotto Valdagno (3º titolo)                         |
| CERH European League 2013-2014 | Marzotto Valdagno CGC Viareggio Amatori Lodi          |
| Coppa CERS 2013-2014           | Bassano Forte dei Marmi Breganze Prato 1954 Follonica |
| Retrocesse in Serie A2         | Matera Thiene                                         |

## Statistiche del torneo

### Record squadre
- Maggior numero di vittorie: Marzotto Valdagno (23)
- Minor numero di vittorie: Thiene (0)
- Maggior numero di pareggi: CGC Viareggio, Amatori Lodi, Bassano, ASD Novara, Prato 1954 e Sarzana (4)
- Minor numero di pareggi: Marzotto Valdagno, Follonica e Thiene (1)
- Maggior numero di sconfitte: Thiene (25)
- Minor numero di sconfitte: Marzotto Valdagno e CGC Viareggio (2)
- Miglior attacco: Marzotto Valdagno (191 reti realizzate)
- Peggior attacco: Thiene (57 reti realizzate)
- Miglior difesa: Amatori Lodi (73 reti subite)
- Peggior difesa: Thiene (151 reti subite)
- Miglior differenza reti: Marzotto Valdagno (+100)
- Peggior differenza reti: Thiene (-94)

### Classifica Marcatori
| Gol |  |  | Giocatore            | Squadra           |
| --- |  |  | -------------------- | ----------------- |
| 60  |  |  | Pedro Gil Gómez      | Marzotto Valdagno |
| 51  |  |  | Massimo Tataranni    | Amatori Lodi      |
| 49  |  |  | Carlos Nicolía       | Marzotto Valdagno |
| 48  |  |  | Emanuel Garcia Solar | CGC Viareggio     |
| 42  |  |  | Alberto Orlandi      | CGC Viareggio     |
| 39  |  |  | Manuel Garcia Landa  | Breganze          |
| 38  |  |  | Alvaro Borja Gimenez | Forte dei Marmi   |
| 35  |  |  | Gonzalo Romero       | ASD Novara        |
| 34  |  |  | Federico Ambrosio    | Bassano           |
| 33  |  |  | Emiliano Romero      | Trissino          |